# Simon Davies (1974)
Simon Davies (Winsford, 23 april 1974) is een Welsh voetbaltrainer en voormalig voetballer, die tot en met 4 februari 2020 aan de slag was als assistent-trainer bij de Belgische eersteklasser RSC Anderlecht.

## Spelerscarrière
Davies is een jeugdproduct van Manchester United. Hij maakte samen met onder andere David Beckham, Nicky Butt, Ryan Giggs, Gary Neville, Phil Neville en Paul Scholes deel uit van de befaamde Class of '92, een generatie voetballers die algemeen gezien wordt als een van de beste jeugdlichtingen ooit in het voetbal. 
Hij won in 1992 de FA Youth Cup, de jongerenversie van de FA Cup. Zijn eerste optreden in het eerste elftal maakte hij op 19 november 1994 in de competitiewedstrijd tegen Crystal Palace, waarin hij in de 71e minuut inviel voor Paul Scholes. Davies speelde 14 officiële wedstrijden voor Manchester United, waaronder twee in de Champions League (hij scoorde zelfs in de groepswedstrijd tegen Galatasaray). Na uitleenbeurten aan Exeter City en Huddersfield Town werd hij in 1997 voor £150.000 verkocht aan Luton Town. Davies kwam daarna alleen nog uit voor Engelse lageredivisieclubs en Welshe clubs.

## Trainerscarrière
In 2006 begon Davies zijn trainerscarrière bij de jeugdploegen van Chester City, de club waar hij op dat moment als speler actief was. In april 2007 viel hij in als interim-trainer toen hoofdtrainer Mark Wright ontslagen werd. Chester verloor onder Davies de laatste wedstrijd van het seizoen met 2-0 van Lincoln City. Nadat ook opvolger Bobby Williamson ontslagen werd, werd Davies op 11 maart 2008 aangesteld als hoofdtrainer van de vierdeklasser. Davies nam de club over toen ze 17e stond en eindigde 22e op 24 clubs. Nadat de start van het seizoen 2008/09 niet veel beter verliep, werd hij op 10 november 2008 ontslagen. Davies ging na zijn ontslag weer aan de slag bij de jeugdacademie van de club.
In 2013 ging Davies aan de slag bij de jeugdacademie van Manchester City. Hij begon bij de beloften als assistent van Patrick Vieira, en na diens vertrek New York City FC promoveerde hij tot hoofdtrainer van de beloften. Na twee seizoenen stopte hij met veldwerk en werd hij bij City verantwoordelijk voor de jeugdcoaching van de U13 tot de U23.
Toen Vincent Kompany in mei 2019 de overstap maakte van Manchester City naar RSC Anderlecht, volgde Davies hem naar Brussel. Kompany werd er speler-manager, maar aangezien hij nog niet over alle nodige trainersdiploma's beschikte werd Davies officieel aangesteld als T1. Omwille van de slechte resultaten (6 op 27) werd Davies met ingang van 3 oktober 2019 opgevolgd door Frank Vercauteren als hoofdtrainer. Davies zelf bleef wel actief binnen de club als assistent-trainer.
Op 4 februari 2020 maakte RSC Anderlecht in een persbericht bekend dat Davies de club had verlaten om privéredenen.